# Новий Бучек
Новий Бучек (пол. Nowy Buczek) — село в Польщі, у гміні Ліпка Злотовського повіту Великопольського воєводства.
Населення — 178 осіб (2011).
У 1975-1998 роках село належало до Пільського воєводства.

## Демографія
Демографічна структура станом на 31 березня 2011 року:
|          | Загалом | Допрацездатний вік | Працездатний вік | Постпрацездатний вік |
| -------- | ------- | ------------------ | ---------------- | -------------------- |
| Чоловіки | 100     | 22                 | 67               | 11                   |
| Жінки    | 78      | 15                 | 45               | 18                   |
| Разом    | 178     | 37                 | 112              | 29                   |